# Suillus subacerbus
Suillus subacerbus är en svampart som beskrevs av McNabb 1968. Suillus subacerbus ingår i släktet Suillus och familjen Suillaceae.   Inga underarter finns listade i Catalogue of Life.